# Carpe Tenebrum
Carpe Tenebrum – jednoosobowy projekt muzyczny, utworzony w 1997 r. przez używającego pseudonimu Astennu ówczesnego gitarzystę zespołu Dimmu Borgir Jamie Stinsona. Jeszcze w tym samym roku nakładem wytwórni Head  Not Found ukazał się debiutancki album  Majestic Nothingness. Astennu nagrał ścieżki wszystkich instrumentów, partie wokalne przejął z kolei gościnnie (podobnie jak na kolejnym albumie) Stian "Nagash" Arnesen, znany także z Dimmu Borgir oraz The Kovenant, przez co (w związku z ówczesną popularnością medialną Dimmu Borgir) Carpe Tenebrum mylnie określony został w opinii publicznej jako projekt uboczny tegoż. O ile na dwóch pierwszych krążkach styl grupy oscylował wokół melodyjnego black metalu, na nagranym już bez udziału Nagasha i wydanym w 2002 r. trzecim albumie Dreaded Chaotic Reign dało się zauważyć zmianę kursu w kierunku death metalu. Po jego opublikowaniu brak było doniesień o jakiejkolwiek dalszej działalności projektu.

## Dyskografia
- Majestic Nothingness (1997, Head Not Found)
- Mirrored Hate Painting (1999, Hammerheart Records)
- Dreaded Chaotic Reign (2002, Hammerheart Records)